# Hydraena rhinoceros
Hydraena rhinoceros är en skalbaggsart som först beskrevs av Emile Janssens 1972.  Hydraena rhinoceros ingår i släktet Hydraena och familjen vattenbrynsbaggar. Inga underarter finns listade i Catalogue of Life.